# Козерогий клит
Козерогий клит (Cyrtoclytus capra) — вид жуков-усачей из подсемейства настоящих усачей. Распространён во Франции, Центральной и Юго-Восточной Европе, Латвии, России и северном Казахстане. Длина тела взрослых насекомых 8—18 мм. Кормовыми растениями личинок являются различные широколиственные деревья: ольха, бук, берёза, липа и др.